# Pseudopanurgus fasciatus
Pseudopanurgus fasciatus là một loài Hymenoptera trong họ Andrenidae. Loài này được Timberlake mô tả khoa học năm 1973.